# 流星之絆
《流星之絆》（日语：／ ryūsei no kizuna */?）是日本作家東野圭吾的長篇推理小說。自2006年9月16日到2007年9月15日於《週刊現代》連載，2008年3月由日本講談社發行單行本。內容是描述雙親遭到慘殺而背負著殘酷命運的三兄妹，在雙親逝世14年後向犯人復仇的作品。發行量超過65萬本。
2008年被改編為同名連續劇，在TBS電視台播出，由二宮和也、錦戶亮、戶田惠梨香、要潤、三浦友和主演。

## 出版書籍
| 出版社       | 出版日期      | 格式   | 頁數      | ISBN                   | 譯者   |
| ------------ | ------------- | ------ | --------- | ---------------------- | ------ |
| 講談社       | 2008年3月5日  | 單行本 | 482頁     | ISBN 978-4-16-323860-9 | 不適用 |
| 朝鮮 (地區)  | 2009年1月5日  | 平裝書 | 285頁(上) | ISBN 978-897-275428-2  |        |
| 朝鮮 (地區)  | 2009年1月5日  | 平裝書 | 286頁(下) | ISBN 978-897-275429-9  |        |
| 獨步文化     | 2009年3月6日  | 平裝書 | 448頁     | ISBN 978-986-656-218-1 | 葉韋利 |
| 南海出版公司 | 2010年3月1日  | 平裝書 | 324頁     | ISBN 978-754-424702-3  | 徐建雄 |
| 講談社       | 2011年4月15日 | 文庫本 | 617頁     | ISBN 978-4-06-276920-4 | 不適用 |
| 泰国         | 2011年9月     | 平裝書 | 484頁     | ISBN 978-616-515-146-7 |        |

## 書籍評價
- 2008年 第43回 書店新風會「新風獎」　獲獎[1]
- 2009年 第6回 「書店大獎」　第9名
- 2009年 「這本推理小說真厲害！」　第34名[2]

## 故事簡介
1993年，神奈川縣橫須賀市的一間洋食餐廳“ARIAKE（アリアケ）”的老闆與夫人和三個小孩：功一、泰輔、靜奈過著平靜的生活。一天，三個小孩去看獅子座流星雨的夜裡，老闆與妻子竟慘遭殺害，兇手逃之夭夭。所幸查案的員警非常的照顧他們。三人發誓要找出殺害雙親的兇手，並且殺死兇手為死去的父母報仇，為了不讓一直照顧他們的員警發現，在育幼院度過童年後，秘密地重聚及計劃，以向有錢男子行騙賺取金錢。在一次詐欺中，他們意外發現詐騙對象的父親疑似殺死雙親的嫌疑犯，因此決定製造各種機會，千方百計接近嫌疑犯，復仇計畫非常順利，卻因小妹靜奈愛上行成，從而產生了變化…

## 登場人物
有明 功一（Ariake Kouichi）
3兄妹的長男、是最先發現雙親屍體的人。育幼院出來之後，所工作的公司突然倒閉、社長自殺。經過慘痛的經驗後，決定以騙人為生。經由綿密的調查而設立精密的計畫、對於目標絕不輕易放過。與弟妹之間的羈絆非常的深、執意守護2人。年幼時曾接受父親傳授他牛肉燴飯的祕方。
有明 泰輔（Ariake Taisuke）
次男。事件發生當晚目擊到犯人的臉。詐欺小組成員中的實行犯，特色是會裝扮成各行各業的人。功一認為泰輔是裝扮的達人。而因與靜奈的接觸機會很多，也是最早發現妹妹的心思變化的人。
有明 靜奈（Ariake Shizuna）
功一和泰輔的妹妹，其實與哥哥們並沒有血緣關係，但自己並不知道，在學校仍與哥哥們使用“有明”的姓，本姓“矢崎”。以美貌作為武器向男人們接近。假扮他人接近行成詐騙後對行成產生感情，因此對假扮身份一事感到愧疚。
有明 幸博（Ariake Yukihiro）
事件的被害者。西餐廳的老闆，功一與泰輔的親生父親。對於牛肉燴飯的味道下了很多工夫，但因嗜賭欠債不少。為了教功一如何做出獨特的牛肉燴飯，還臨時停止營業。
矢崎 塔子（Yazaki Touko）
事件的被害者。是靜奈的親生母親。以前從事晚上的特種營業工作時懷孕而生下靜奈。但並沒有入幸博的戶籍。遇害當天前往的是平常很少去的圖書館。
戶神 行成（Togami Yukinari）
年收入高達1000萬的西餐連鎖店的專務。原先對戀愛並沒有興趣、但與靜奈相遇後卻改變了。小時候的興趣是星象觀測。
戶神 政行（Togami Masayuki）
的實際經營者，也是行成的父親。店裡賣著好吃的牛肉燴飯。該人物被認為是事件當晚進出有明家的人。
柏原 康孝（Kashiwabara Yasutaka）
神奈川縣的刑事警察。事件捜査中與功一有親身接觸。興趣是高爾夫球。兒子因重病過世了。
萩村 信二（Hagimura Shinji）
神奈川縣的刑事警察。年輕的員警。

## 電視劇
《流星之絆》，2008年10月17日至12月19日於TBS每週五晚間10點播出的電視劇。由宮藤官九郎改編自東野圭吾同名原作，二宮和也主演。此劇是自2000年於TBS播出的《池袋西口公園》8年以來的原創劇本。同時段前作是由韓劇改編的《魔王》，該時段連續2期由嵐的成員所主演。

### 演員
- 有明功一：二宮和也（嵐）（童年：齋藤隆成 ）
- 有明泰輔：錦戶亮（前關西傑尼斯8）（童年：嘉數一星 ）
- 有明靜奈：戶田惠梨香 （童年：熊田聖亞 ）
- 戶神行成：要潤
- 戶神政行：柄本明
- 戶神貴美子：森下愛子
- 林讓二：尾美利德
- 柏原康孝：三浦友和
- 萩村信二：設樂統
- 矢崎信郎：國廣富之
- 矢崎秀子：麻生祐未
- 有明幸博：寺島進
- 有明塔子：りょう
- 謎樣女子（鷺）：中島美嘉（特別出演）
- 西鄉一矢：杉浦太陽
- 高山久伸：桐谷健太
- 智榮美：德永繪里
- 澤井武雄：大衛伊東

### 工作人員
- 腳本：宮藤官九郎
- 製作人：那須田淳、磯山晶
- 導演：金子文紀、石井康晴等
- 配樂：河野伸

### 主題曲
- 主題曲：『Beautiful days』，嵐作品
- 插曲：『ORION』，中島美嘉作品
- 預告背景歌曲：『Space Oddity』，David Bowie作品

### 獲奬紀錄
第59屆 「日劇學院賞」
- 最優秀作品獎：流星之絆　獲獎
- 最佳男演員獎：二宮和也　獲獎
- 最佳男配角獎：錦戶亮　入圍
- 最佳女配角獎：戶田惠梨香　獲獎
- 最佳劇本奬：宮藤官九郎　獲獎
- 最佳導演奬：金子文紀、石井康晴　獲獎
- 最佳主題曲奬：嵐「Beautiful Days」　獲獎

### 劇中劇
三兄妹爲了自己所設定的詐欺目標所安排的劇中劇。功一負責寫劇本並擔任導演。由詐欺目標所主演、與其演出對手戲的則是静奈與泰輔。
1. 2008年10月17日『來自加拿大的信（1）』
2. 2008年10月24日『妄想係長 高山久伸（前編）』
3. 2008年10月31日『妄想係長 高山久伸（後編）』『鑽石與謊言以及優美的餐廳（1）』
4. 2008年11月7日『爽朗On The Run』『妄想係長 高山久伸（终篇）』『來自加拿大的信（2）』『鑽石與謊言以及優美的餐廳（2）』
5. 2008年11月14日『妄想係長 高山久伸 再度之死』『鑽石與謊言以及優美的餐廳（3）』
6. 2008年11月21日『黑色皮革的手提包』 ※脚本・導演・演出均由泰輔設計演出。
7. 2008年11月28日『萩餅先生』『横須賀愛情故事』
8. 2008年12月5日『妄想係長 高山久伸 I'll Be Back』
9. 2008年12月12日『刑事遺族』 ※功一和泰輔二人飾演到戶神府上追查殺害真兇的刑警、行成擔任導演。
10. 2008年12月19日『妄想係長 高山久伸 年末特別篇』『鑽石與謊言以及優美的餐廳（4）』『幸福的黄色便利貼』※便利貼由サギ編寫腳本。

### 各話列表
| 集數                                                           | 日本播出日     | 標題                                            | 導演     | 收視率 | 備註                                                   |
| -------------------------------------------------------------- | -------------- | ----------------------------------------------- | -------- | ------ | ------------------------------------------------------ |
| 第1集                                                          | 2008年10月17日 | 東野圭吾×宮藤官九郎!涙的No.1推理感動大作        | 金子文紀 | 21.2%  | 加長播出15分钟                                         |
| 第2集                                                          | 2008年10月24日 | 傘與肖像畫與謎之女                              | 金子文紀 | 17.3%  |                                                        |
| 第3話                                                          | 2008年10月31日 | 雙親的秘密與牛肉燴飯王子                        | 石井康晴 | 15%    |                                                        |
| 第4話                                                          | 2008年11月7日  | 與真正的犯人相關連的記憶                        | 石井康晴 | 15.6%  |                                                        |
| 第5話                                                          | 2008年11月14日 | 仇人之子與被偷走的味道                          | 金子文紀 | 15.1%  |                                                        |
| 第6話                                                          | 2008年11月21日 | 我們不是真正的兄妹                              | 金子文紀 | 14.8%  |                                                        |
| 第7話                                                          | 2008年11月28日 | 妹妹戀上仇人之子                                | 石井康晴 | 14.5%  |                                                        |
| 第8話                                                          | 2008年12月5日  | 妹妹的真實身分和窮途末路的真兇                  | 石井康晴 | 11.5%  |                                                        |
| 第9話                                                          | 2008年12月12日 | 時效當日最後的告白                              | 金子文紀 | 15.4%  |                                                        |
| 最終話                                                         | 2008年12月19日 | 犯人是你！ 3兄妹的命運是…眼淚和感動的最後一次！ | 金子文紀 | 22.6%  | 加長播出15分钟， 功一出獄返家瞬間收視率达到最高点27.6% |
| 平均視聴率16.3%（關東地區） 红色为最高收视率，蓝色为最低收视率 |                |                                                 |          |        |                                                        |

## 電視節目的變遷
| TBS系列 金曜劇場                      | TBS系列 金曜劇場                             | TBS系列 金曜劇場 |
| ------------------------------------- | -------------------------------------------- | ---------------- |
|                                       | 流星之絆 （2008年10月17日 - 2008年12月19日） |                  |
| 魔王 （2008年7月4日 - 2008年9月12日） | Love Shuffle (2009年1月16日 - 2009年3月20日) |                  |

| 緯來日本台 週一至週五 每晚8點        | 緯來日本台 週一至週五 每晚8點                                                              | 緯來日本台 週一至週五 每晚8點 |
| ------------------------------------ | ------------------------------------------------------------------------------------------ | ----------------------------- |
|                                      | 流星之絆 （2009.8.3 - 2009.8.14）                                                          |                               |
| 篤姬重播 （2009.5.25 - 2009.7.31）   | 極道鮮師3 畢業特別篇 首播 （2009.8.17 - 2009.8.18） 極道鮮師3 重播 （2009.8.21- 2009.9.2） |                               |
| 週一至週五 每晚9點                   |                                                                                            |                               |
| 女人不妥協 （2010.8.31 - 2010.9.13） | 流星之絆重播 （2010.9.14 - 2010.9.27）                                                     | 法醫現場 （2010.9.28 - ）     |

## 外部連結
- 東野圭吾『流星の絆』がついに単行本化！（日本） （页面存档备份，存于）
- 流星之絆電視劇官方網頁介紹（日本） （页面存档备份，存于）
- 東野圭吾「流星の絆」二宮和也でドラマ化（日本） （页面存档备份，存于）
- TBS金曜ドラマ流星之絆 （页面存档备份，存于）
- ドラマ化記念特別公開『流星の絆』裏公式サイト